# زیردریایی آی-۲۳ (۱۹۳۹)
زیردریایی آی-۲۳ (۱۹۳۹) (به انگلیسی: Japanese submarine I-23 (1939)) یک زیردریایی بود که طول آن ۳۵۶ فوت ۶ اینچ (۱۰۸٫۶۶ متر) بود.